# Vedi Àquila
Vedi Àquila (Vedius Aquila) fou un militar romà, comandant de la Legio XIII, una de les del general i emperador Otó. Va participar en la batalla en què Otó fou derrotat per Vitel·li (70). Tot seguit va abraçar la causa de Vespasià.